# Петров Борис Федорович (віце-адмірал)
Борис Федорович Петров (рос. Борис Фёдорович Петров; 7 лютого 1914, Клобучино, Вепсляндія — 3 грудня 1984, Севастополь) —  офіцер армії СРСР, військово-морський теоретик, кандидат військово-морських наук, професор (з 1972 року), віце-адмірал (з 1967 року). Командир лідера ескадрених міноносців «Київ».

## Біографія

Могила Боиса Петрова

Народився 7 лютого 1914 року в селі Клобучино (тепер Дем'янського району Новгородської області). У Військово-морському флоті з 1931 року. У 1936 році закінчив Військово-морське училище ім. М. В. Фрунзе, в 1938 році — Спеціальні класи командного складу ВМФ.
З 1936 року — командир штурманської бойової частини крейсера «Комінтерн» Чорноморського флоту. Учасник радянсько-німецької війни. З 1941 року штурман загону легких сил, флагманський штурман бригади крейсерів, командир з оперативної частини Оперативного відділу Чорноморського флоту. У 1944—1946 роках старший помічник командира крейсера «Ворошилов», командир лідера ескадрених міноносців «Київ», ескадреного міноносця «Озорной», крейсера «Молотов» Чорноморського флоту. Член ВКП(б) з 1947 року.
В 1952 році закінчив Військово-морську академію. З 1953 року командир важкого крейсера «Сталінград» 55-ї дивізії кораблів, що на ремонті і будуються Чорноморського флоту. З 1953 року — начальник штабу ескадри, командувач ескадрою, командир 15-ї дивізії крейсерів ескадри Тихоокеанського флоту. З 1959 року — заступник начальника кафедри загальної тактики ВМФ, заступник начальника кафедри загальної тактики ВМФ і протичовнової оборони, з 1962 року — начальник кафедри загальної тактики ВМФ і протичовнової оборони, кафедри тактики протичовнових сил флоту Військово-морської академії. З 1967 року — командир 5-ї ескадри кораблів ВМФ. В 1969 році закінчив Академічні курси офіцерського складу при Військово-морської академії.   У 1969—1974 роках — Заступник начальника Військово-морської академії з навчальної роботи.
У 1974 році звільнений з дійсної військової служби. Помер 3 грудня 1984 року в Севастополі, де і був похований на кладовищі Комунарів.

## Нагороди
Нагороджений орденом Леніна (1955), двома орденами Червоного Прапора (1945, 1951), орденом Вітчизняної війни I ступеня, орденом Трудового Червоного Прапора (1969), двома орденами Червоної Зірки (1944, 1946), медалями, іменною зброєю (1964).